# Lab Rats: Fuerza Élite
Lab Rats: Fuerza Élite (siendo su título original Lab Rats: Elite Force) es una serie de televisión estadounidense emitida desde el 2 de marzo de 2016 en Disney XD. La serie fue creada por Chris Peterson y Bryan Moore y producida por It's a Laugh Productions. Es un spin-off de las series originales de Disney XD: Lab Rats y Mighty Med. El argumento seguirá a una fuerza de élite de héroes biónicos unidos a superhéroes para atrapar villanos alrededor del mundo, y mantenerlo a salvo, En Latinoamérica, fue cancelada la serie sin emitirse en Disney XD,

## Premisa
Lab Rats: Elite Force se desarrolla en una bulliciosa metrópolis después de que el hospital Mighty Med es destruido por una banda de supervillanos desconocidos. Después de que Adam y Leo se ofrecen como voluntarios para supervisar a los estudiantes en la Academia Biónica de Davenport, Kaz, Oliver y Skylar unen fuerzas con Chase y Bree para formar una poderosa fuerza de élite que combina héroes biónicos y superhéroes. Juntos, prometen rastrear a los villanos y mantener el mundo seguro.

## Reparto y personajes
- William Brent como Chase Davenport.
- Bradley Steven Perry como Kazimeras «Kaz».
- Jake Short como Oliver.
- Paris Berelc como Skylar Storm.
- Kelli Berglund como Bree Davenport.

## Producción
«Disney XD reúne a algunas de sus estrellas más populares para armar una serie de gran tamaño que atraerá a los fanáticos de ambos programas», dijo Adam Bonnett, vicepresidente ejecutivo de programación original de Disney Channels Worldwide.
Lab Rats: Elite Force fue creada por Chris Peterson y Bryan Moore, el dúo que hizo posible Lab Rats. El 3 de septiembre de 2015 se anunció que Lab Rats y Mighty Med tendrían un spin-off combinado. También se anunció que los únicos que repetirían sus papeles son William Brent (anteriormente conocido como Billy Unger) y Kelli Berglund de Lab Rats, y Bradley Steven Perry, Jake Short y Paris Berelc de Mighty Med.
Posteriormente se anunció que la fecha de estreno sería el 2 de marzo de 2016, un mes después de que se emitiera el episodio final de Lab Rats. Meses después se confirmó que el decimosexto episodio titulado «The Attack» (en español: «El ataque») emitido el 22 de octubre de 2016, correspondía al último episodio de la serie, quedando únicamente con una temporada y un final inconcluso. El 13 de octubre de 2016, Bryan Moore declaró en Twitter que la serie estaba por finalizar, y que no habría una segunda temporada (con Kelli Berglund diciendo más tarde que el espectáculo estaba por terminar). Sin embargo, las personas siguen pidiendo a Disney que renueve la serie, mediante peticiones y tuits.

## Episodios
| Episodios | Estados Unidos     | Estados Unidos        | Latinoamérica                | Latinoamérica                | España            | España              |
| Episodios | Comienzo           | Final                 | Comienzo                     | Final                        | Comienzo          | Final               |
| --------- | ------------------ | --------------------- | ---------------------------- | ---------------------------- | ----------------- | ------------------- |
| 16        | 2 de marzo de 2016 | 22 de octubre de 2016 | 1 de julio de 2017 (Netflix) | 1 de julio de 2017 (Netflix) | 7 de mayo de 2018 | 14 de junio de 2018 |

## Recepción
Emily Ashby de Common Sense Media le dio a la serie cuatro de cinco estrellas. La serie ha recibido críticas mixtas de críticos y público. En IMDb, el puntaje es de 7/10, y en TV.com, el puntaje es de 6.4 / 10.